# Hålsjön (Örby socken, Västergötland)
Hålsjön är en sjö i Marks kommun i Västergötland och ingår i Viskans huvudavrinningsområde.